# The French House
The French House est un pub et restaurant au 49 Dean Street, Soho, Londres. Il était auparavant connu sous le nom de York Minster, mais était officieusement appelé "le pub français" ou "la maison française" par ses habitués. Il s'y vend plus de Ricard que partout ailleurs en Grande-Bretagne et ne sert de la bière qu'en demi-pintes, sauf le 1er avril, lorsqu'une coutume récente veut que Suggs serve la première pinte de la journée.   

## Historique

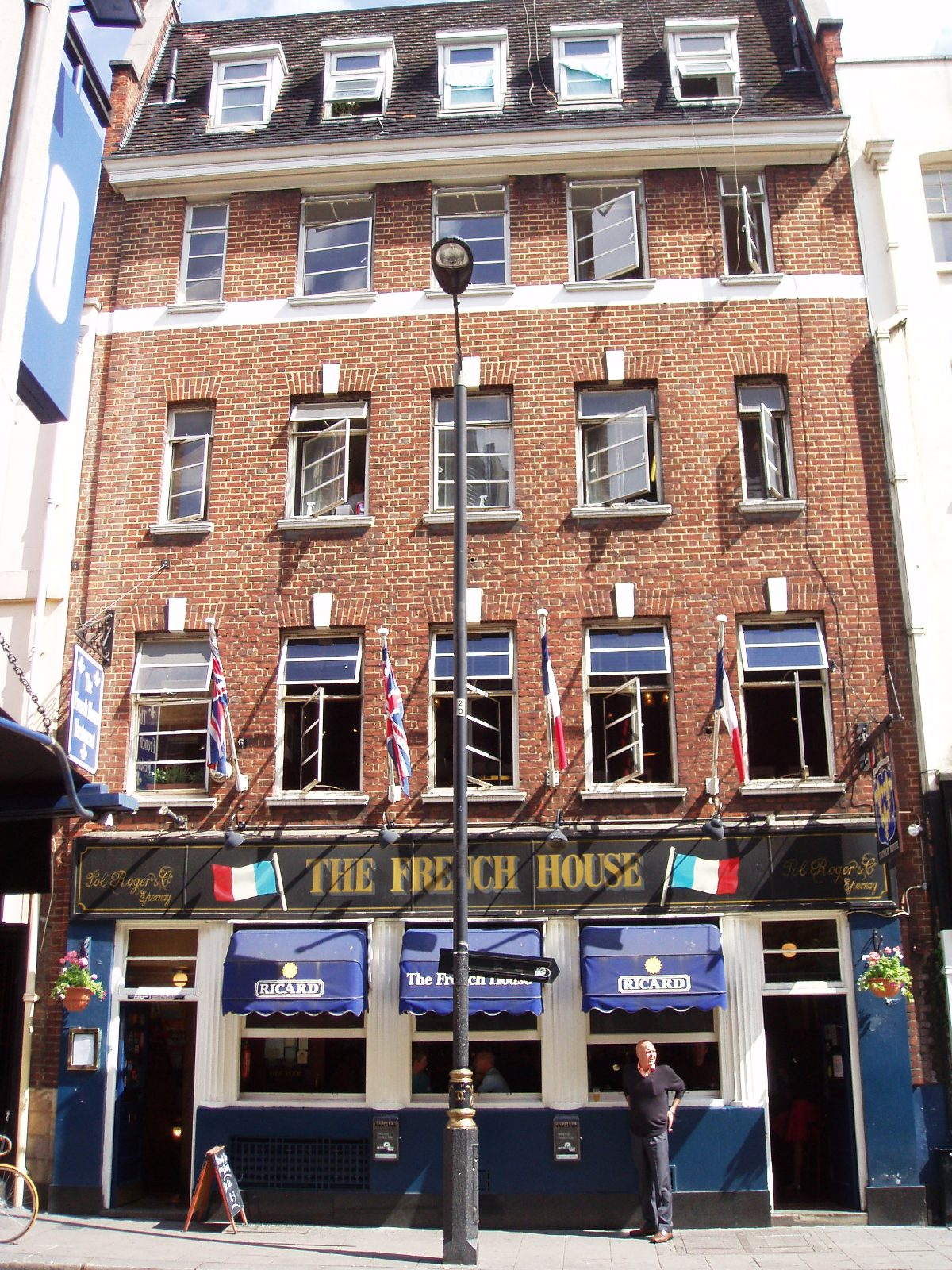
The French House.

Le pub a été ouvert par un ressortissant allemand nommé Christian Schmitt[réf. nécessaire] en 1891 et appelé  "York Minster". Schmitt est mort en 1911. Sa femme, Bertha Margaretha Schmitt, a continué à diriger le pub jusqu'en 1914. Avec le déclenchement de la Première Guerre mondiale, Bertha Schmitt vendit le pub à un Belge, Victor Berlemont, qui s'était installé à Londres en 1900. L'acte de vente y est toujours affiché. Il a été remplacé par son fils Gaston Berlemont, qui est né dans le pub en 1914, et y a travaillé jusqu'à sa retraite en 1989.   
Après la chute de la France pendant la Seconde Guerre mondiale, le général Charles de Gaulle s'enfuit à Londres où il forme les Forces françaises libres. Son discours ralliant la population, "À tous les Français", aurait été écrit dans le pub. 
The French House a toujours été apprécié des artistes et des écrivains. Brendan Behan y a écrit de grandes parties de The Quare Fellow, et Dylan Thomas a une fois laissé le manuscrit de Under Milk Wood sous sa chaise. D'autres habitués au fil des ans ont inclus Francis Bacon, Tom Baker, Daniel Farson, Lucian Freud, Slim Gaillard, Augustus John, Malcolm Lowry et John Mortimer ,.
Clive Jennings dit à propos de clients régulièrs tels que Jeffrey Bernard que "le triangle mortel de The French, The Coach &amp; Horses et The Colony était les points d'étape du parcours de Dean Street, avec des incursions occasionnelles dans d'autres endroits tels que The Gargoyle ou the Mandrake. . . . Les Groucho ou Blacks" .
Le nom a été changé en "The French House" après l'incendie de York Minster en 1984. Les contributions au fonds de restauration ont commencé à arriver au pub. En les acheminant, Gaston Berlemont constate que la cathédrale reçoit des livraisons de bordeaux qui lui sont destinés. 
Ces dernières années, la propriétaire Lesley Lewis a encouragé les photographes de Soho à exposer dans le pub avec des contributions régulières de John Claridge, William Corbett, Carla Borel et Peter Clark ; et membres du collectif d'illustrateurs Le Gun . Claridge a basé son projet Soho Faces au French de 2004 à 2017. Il a déclaré: "J'ai décidé de documenter sérieusement les clients de The French. Pour moi, c'était le seul endroit de Soho qui gardait encore son caractère bohème, où les gens choisissaient vraiment de partager le temps et la conversation, et j'ai pris conscience que beaucoup avec qui j'avais jadis trinqué n'étaient plus là." 
Le restaurant du French House a été ouvert par Fergus et Margot Henderson en 1992. Fergus partira plus tard en 1994 pour établir son restaurant St. John à Smithfield. Margot a continué à diriger la salle à manger pendant plusieurs années avec Melanie Arnold. Anna Hansen a travaillé sous les Henderson en tant que chef cuisinier.